# خاچن (روستا)
خاچن (گرجی: დაღეთი؛ ارمنی: Խաչեն) روستایی در شهرداری تتری تسقارو می‌باشد که در استان کومو کارتلی گرجستان واقع شده‌است. ۸۶۰ متر از سطح دریا ارتفاع دارد و بر اساس سرشماری سال ۲۰۱۴ بالغ بر ۱۰۱ تن جمعیت دارد.